# Олімпія (Рига)
«Олімпія» (Рига) (латис. Olimpija Rīga) — колишній латвійський футбольний клуб, що базувався в Ризі і грав у Вищій лізі Латвії з 1992 по 1995 рік.

## Історія
Клуб був заснований у 1992 році як «Компар-Даугава» (латис. Kompar-Daugava), використовуючи ім'я колишнього популярного місцевого футбольного клубу «Даугава», до якого було додано назву спонсорів нового клубу. У першому сезоні клубу у Вірслізі, вищому дивізіоні Латвії, вони зайняли п'яте місце. Юрійс Худяковс був визнаний найкращим воротарем клубу, а Дзінтарс Спрогіс — найкращим захисником латвійської ліги. Того ж року «Компар-Даугава» також дійшла до фіналу Кубка Латвії, програвши там 0:1 у додатковий час «Сконто».
У 1993 році клуб був перейменований в «Олімпію», оскільки новим спонсором став місцевий банк «Олімпія». Нове керівництво влило серйозні гроші в клуб, який отримав один з найкращих складів у Латвії. У 1993 році «Олімпія» стала віце-чемпіоном країни, поступившись лише «Сконто», а голкіпер Ерікс Грігянс та півзахисник Андрейс Штолцерс були обидва визнані найкращими в лізі на своїх посадах.
На сезон 1994 року «Олімпія» придбала воротаря збірної Латвії Олегса Караваєвса. Клуб посів четверте місце в лізі, але виграв Кубок Латвії, обігравши у фіналі з рахунком 2:0 столичний ДАГ. Цей результат дозволив команді вийти до Кубка володарів кубків 1994/95, у якому вже в кваліфікаційному раунді команді вилетіла від норвезького «Буде-Глімта».
У 1995 році більшість кращих гравців «Олімпії» покинули клуб, оскільки банк, який спонсорував клуб, був на шляху до банкрутства. У лізі вони посіли дев'яте місце з десяти команд, після чого команда була розформована.

## Досягнення
- Вища ліга Латвії
  -  Срібний призер (2): 1993

- Кубок Латвії : 1
  - Володар: 1994 рік
  - Фіналіст: 1992

## Статистика

### Чемпіонат і Кубок Латвії
| Ліга      | Сезон | Місце | І  | В  | Н | П  | Голи  | О  |  | Кубок      |
| --------- | ----- | ----- | -- | -- | - | -- | ----- | -- |  | ---------- |
| Вища ліга | 1992  | 5     | 22 | 11 | 6 | 5  | 48-19 | 28 |  | Фіналіст   |
| Вища ліга | 1993  | 2     | 18 | 12 | 2 | 4  | 31-17 | 26 |  | 1/2 фіналу |
| Вища ліга | 1994  | 4     | 22 | 10 | 8 | 4  | 32-19 | 28 |  | Володар    |
| Вища ліга | 1995  | 9     | 24 | 5  | 5 | 14 | 29-57 | 20 |  | 1/8 фіналу |

### Єврокубки
| Сезон   | Кубок                  | Раунд                 | Суперник     | Результат |
| ------- | ---------------------- | --------------------- | ------------ | --------- |
| 1994–95 | Кубок володарів Кубків | Кваліфікаційний раунд | «Буде-Глімт» | 0–6, 0–0  |